# Saison 2 des Goldberg
Chronologie
Saison 1 Saison 3
Cet article présente le guide des épisodes de la deuxième saison de la série télévisée américaine Les Goldberg.

## Généralités
- Aux États-Unis, cette deuxième saison a été diffusée du 24 septembre 2014 au 13 mai 2015 sur le réseau ABC[1].
- Au Canada, la saison a débuté en simultané sur CTV Two[2], puis a été transféré sur le réseau CTV.
- Le 24 octobre 2014, la chaîne commande deux épisodes supplémentaires portant finalement la saison à 24 épisodes[3].

## Distribution

### Acteurs principaux
- Wendi McLendon-Covey (VFB : Delphine Moriau) : Beverly Goldberg
- Sean Giambrone (en) (VFB : Tim Belasri) : Adam Goldberg (jeune)
- Troy Gentile (VFB : Thibaut Delmotte) : Barry Goldberg
- Hayley Orrantia (VFB : Claire Tefnin) : Erica Goldberg
- Jeff Garlin (VFB : Michel Hinderyckx) : Murray Goldberg
- George Segal (VFB : François Mairet) : Pops Solomon
- Patton Oswalt (VFB : Philippe Allard) : Adam Goldberg (voix off adulte)

### Acteurs récurrents et invités
- Natalie Alyn Lind (VFB : Alayin Dubois) : Dana Caldwell, petite amie d'Adam
- AJ Michalka (VFB : Helena Coppejans) : Lainey Lewis, amie d'Erica
- Stephanie Katherine Grant (VFB : Nancy Philippot) : Emmy Mirsky, amie d'Adam
- Kenny Ridwan (VFB : Alexis Flamant) : Dave Kim, ami d'Adam
- David Spade : Gus[4] (épisode 1)
- Ana Gasteyer : Miss Cinoman[5] (épisodes 2 et 6)
- Stephen Tobolowsky : Principal Ball[5] (épisodes 2, 6 et 13)
- Paul Sorvino : Pop-Pop, père de Murray[6] (épisode 9)
- Rob Huebel (en) : John Calabasas[6] (épisode 9)
- Dan Bakkedahl : Mr. Woodburn[6] (épisodes 8 et 13)
- Noah Munck (VFB : Pierre Le Bec) : « Naked » Rob Smith[7]
- Allie Grant : Evelyn Silver[8] (épisode 11)
- Michaela Watkins (VFB : Maia Baran) : Miss Taraborelli[9] (épisodes 15 & 19)
- Charlie Sheen : Dude in Police Station[10] (épisode 14)
- Diedrich Bader : Lou[11] (épisode 16)

## Épisodes

### Épisode 1:L'Amour est une compil'
- États-Unis /  Canada : 24 septembre 2013 sur ABC[1] / CTV Two
- France : 21 novembre 2015 sur Comédie+[12]

- États-Unis : 7,31 millions de téléspectateurs[13] (première diffusion)

- Natalie Alyn Lind (Dana Caldwell)
- David Spade (Gus)
- Mike Hagerty (Clerk (Terence))
- Bryan Callen (Mr. Meller)
- Tom Williamson (Dwayne Martin)

### Épisode 2:La Comédie Musicale
- États-Unis /  Canada : 1er octobre 2014 sur ABC / CTV Two
- France : 21 novembre 2015 sur Comédie+

- États-Unis : 7,09 millions de téléspectateurs[14] (première diffusion)

- Natalie Alyn Lind (Dana Caldwell)
- Ana Gasteyer (Miss Cinoman)
- Stephen Tobolowsky (Principal Ball)
- Cedric Yarbrough (Vic)
- Mason Cook (Tyler)
- Kenny Ridwan (Dave Kim)
- Madison Hu (Debbie)
- Brice Fisher (Dante)
- Maddy Caddell (Denise)

### Épisode 3:Sacrée famille
- États-Unis /  Canada : 8 octobre 2014 sur ABC / CTV
- France : 21 novembre 2015 sur Comédie+

- États-Unis : 7,32 millions de téléspectateurs[15] (première diffusion)

- Jennifer Irwin (Virginia Kremp)
- AJ Michalka (Lainey Lewis)
- Iris Braydon (Janice Demarco)

### Épisode 4:Jouons-nous ensemble?
- États-Unis /  Canada : 22 octobre 2014 sur ABC / CTV
- France : 21 novembre 2015 sur Comédie+

- États-Unis : 7,05 millions de téléspectateurs[16] (première diffusion)

- AJ Michalka (Lainey Lewis)
- Gillian Vigman (Louise Rubin)
- Brittany Underwood (Jill Rubin)
- Matt Bush (Andy Cogan)
- Sam Lerner (Jeff Schwartz)
- Noah Munck ("Naked" Rob Smith)
- Jerrell Lee Wesley (Teacher)
- Jackson Odell (Ari Caldwell)

### Épisode 5:La Famille prend soin de Beverly
- États-Unis /  Canada : 29 octobre 2014 sur ABC / CTV
- France : 28 novembre 2015 sur Comédie+

- États-Unis : 6,91 millions de téléspectateurs[17] (première diffusion)

- AJ Michalka (Lainey Lewis)
- Matt Bush (Andy Cogan)
- Sam Lerner (Geoff Schwartz)
- Noah Munck ("Naked" Rob Smith)
- Chad Hartigan (Newscaster)

### Épisode 6:La Guerre des jeux
- États-Unis /  Canada : 12 novembre 2014 sur ABC / CTV
- France : 28 novembre 2015 sur Comédie+

- États-Unis : 7,54 millions de téléspectateurs[18] (première diffusion)

- Bryan Callen (Mr. Mellor)
- Stephen Tobolowsky (Principal Ball)
- Kenny Ridwan (Dave Kim)
- Jacob Hopkins (Chad Kremp)
- Ana Gasteyer (Miss Cinoman)
- Natalie Alyn Lind (Dana Caldwell)
- Cedric Yarbrough (Vic)
- Michael Rubenstone (Mr. Burkhart)
- Nicholas Massouh (Homeowner)
- Heather Moiseve (Kerri Doherty)

### Épisode 7:Un thanksgiving signé Goldberg
- États-Unis /  Canada : 19 novembre 2014 sur ABC / CTV
- France : 28 novembre 2015 sur Comédie+

- États-Unis : 7,70 millions de téléspectateurs[19] (première diffusion)

- Dan Fogler (Marvin Goldberg)
- Sean Samuels (Instructor)

### Épisode 8:Le Plâtre de la discorde
- États-Unis : 3 décembre 2014 sur ABC
- Canada : 4 décembre 2014 sur CTV
- France : 28 novembre 2015 sur Comédie+

- États-Unis : 6,59 millions de téléspectateurs[20] (première diffusion)

- Suzy Nakamura (Mrs. Kim)
- Kenny Ridwan (Dave Kim)
- Stephanie Katherine Grant (Emmy Mirsky)
- Jacob Hopkins (Chad Kremp)
- Dan Bakkedahl (Mr. Woodburn)
- Marcus Toji (Waiter)
- Natalie Alyn Lind (Dana Caldwell)

### Épisode 9:Le plus beau jeune homme du monde
- États-Unis : 10 décembre 2014 sur ABC
- Canada : 11 décembre 2014 sur CTV
- France : 5 décembre 2015 sur Comédie+

- États-Unis : 7,41 millions de téléspectateurs[21] (première diffusion)
- Canada : 1,075 million de téléspectateurs[22] (première diffusion + différé 7 jours)

- Paul Sorvino (Pop-Pop)
- Rob Huebel (John Calabasas)
- Stephanie Katherine Grant (Emmy Mirsky)
- Sam Lerner (Geoff Schwartz)
- Matt Bush (Andy Cogan)
- Noah Munck ("Naked" Rob Smith)

### Épisode 10:Danny Donnie Joe Jon Jordan
- États-Unis : 7 janvier 2015 sur ABC
- Canada : 8 janvier 2015 sur CTV
- France : 5 décembre 2015 sur Comédie+

- États-Unis : 7,79 millions de téléspectateurs[23] (première diffusion)

- Jacob Hopkins (Chad Kremp)
- Jackson Odell (Ari Caldwell)
- Sam Lerner (Geoff Schwartz)
- Matt Bush (Andy Cogan)
- Noah Munck ("Naked" Rob Smith)
- AJ Michalka (Lainey Lewis)
- Natalie Alyn Lind (Dana Caldwell)
- Lee Simpson (Hauler)
- Michael Busch (Gabe)
- Charlie DePew (Anthony Balsamo)

### Épisode 11:Le Bal Darryl Dawkins
- États-Unis : 14 janvier 2015 sur ABC
- Canada : 15 janvier 2015 sur CTV
- France : 5 décembre 2015 sur Comédie+

- États-Unis : 7,22 millions de téléspectateurs[24] (première diffusion)

- AJ Michalka (Lainey Lewis)
- Alissa Latow (Hot Cheerleader)
- Darsan Solomon (Usher)
- Allie Grant (Evelyn Silver)
- James Garlin (Mini Murray)

### Épisode 12:Le Pays des cowboys
- États-Unis : 11 février 2015 sur ABC
- Canada : 12 février 2015 sur CTV
- France : 5 décembre 2015 sur Comédie+

- États-Unis : 6,87 millions de téléspectateurs[25] (première diffusion)

- AJ Michalka (Lainey Lewis)
- Natalie Alyn Lind (Dana Caldwell)
- David Koechner (Bill Lewis)
- Charlie DePew (Anthony Balsamo)
- Zayne Emory (JC Spink)
- Jay Hunter (Manly Firefighter)
- Nate Hartley (Dan)

### Épisode 13:Le Van de la liberté
- États-Unis : 18 février 2015 sur ABC
- Canada : 12 mars 2015 sur CTV
- France : 12 décembre 2015 sur Comédie+

- États-Unis : 6,84 millions de téléspectateurs[26] (première diffusion)

- Natalie Alyn Lind (Dana Caldwell)
- Kenny Ridwan (Dave Kim)
- Stephen Tobolowsky (Principal Ball)
- Dan Bakkedahl (Mr. Woodburn)
- Zayne Emory (JC Spink)
- Sam Kindseth (Dave Sirota)

### Épisode 14:La Folle Journée de Barry Goldberg
- États-Unis : 25 février 2015 sur ABC
- Canada : non diffusé sur CTV
- France : 12 décembre 2015 sur Comédie+

- États-Unis : 7,64 millions de téléspectateurs[27] (première diffusion)

- Jennifer Irwin (Virginia Kremp)
- AJ Michalka (Lainey Lewis)
- Jackson Odell (Ari Caldwell)
- Charlie DePew (Anthony Balsamo)
- Troy Winbush (Officer Puchinski)
- Wyatt Logan (Band Geek)
- Steele Gagnon (Little Kid)
- Jeff Witzke (Maitre'D)
- Charlie Sheen (Dude in Police Station)
- Billy Malone (Security Guard)

### Épisode 15:Maman heureuse, vie heureuse
- États-Unis : 4 mars 2015 sur ABC
- Canada : 5 mars 2015 sur CTV
- France : 12 décembre 2015 sur Comédie+

- États-Unis : 7,86 millions de téléspectateurs[28] (première diffusion)

- Michaela Watkins (Miss Taraborelli)
- Natalie Alyn Lind (Dana Caldwell)
- AJ Michalka (Lainey Lewis)
- Sam Lerner (Geoff Schwartz)
- Noah Munck (Naked Rob)
- Matt Bush (Adny Cogan)
- Kenny Ridwan (Dave Kim)
- Heather Moiseve (Kerri Doherty)
- Nick Swardson (Rick)

### Épisode 16:L'Épreuve de l'urinoir
- États-Unis : 25 mars 2015 sur ABC
- Canada : 26 mars 2015 sur CTV
- France : 12 décembre 2015 sur Comédie+

- États-Unis : 6,76 millions de téléspectateurs[29] (première diffusion)

- J. Anthony Pena (Glen (Security Guard #1))
- Larry Joe Campbell (Paul (Security Guard #2))
- Diedrich Bader (Lou)
- Austin Kane (Lou Jr.)
- Troy Winbush (Officer Punchinski)
- Ben Zelevansky (Dale)

### Épisode 17:La Guerre Froide
- États-Unis : 1er avril 2015 sur ABC
- Canada : 2 avril 2015 sur CTV
- France : 19 décembre 2015 sur Comédie+

- États-Unis : 7,21 millions de téléspectateurs[30] (première diffusion)

- Ana Gasteyer (Miss Cinoman)
- AJ Michalka (Lainey Lewis)
- Nate Hartley (Dan)
- David Terrell (Bouncer)

### Épisode 18:J'ai bu la moisissure!
- États-Unis : 8 avril 2015 sur ABC
- Canada : 9 avril 2015 sur CTV
- France : 19 décembre 2015 sur Comédie+

- États-Unis : 6,54 millions de téléspectateurs[31] (première diffusion)

- Stephen Tobolowsky (Principal Ball)
- Jennifer Irwin (Virginia Kremp)
- Suzy Nakamura (Mrs. Kim)
- Kenny Ridwan (Dave Kim)
- Sam Kindseth (Dave Sirota)
- Jacob Hopkins (Chad Kremp)
- Nathan Gamble (Garry Ball)
- Mike Nojun Park (Sam Goody Guy)
- Mike Rock (Mr. Sirota)
- Morgan Beck (Cowboy Josh)
- Lynette Dupree (Lunch Lady)

### Épisode 19:Cours de rattrapage
- États-Unis : 15 avril 2015 sur ABC
- Canada : 16 avril 2015 sur CTV
- France : 19 décembre 2015 sur Comédie+

- États-Unis : 6,87 millions de téléspectateurs[32] (première diffusion)

- Natalie Alyn Lind (Dana Caldwell)
- Kenny Ridwan (Dave Kim)
- Sam Kindseth (Dave Sirota)
- Michaela Watkins (Senora Taraborelli)
- Parvesh Cheena (en) (Andy)
- David Douglas (Customer)
- Ross Mackenzie (Chuck)

### Épisode 20:Il suffit de dire non
- États-Unis : 15 avril 2015 sur ABC
- Canada : 16 avril 2015 sur CTV
- France : 19 décembre 2015 sur Comédie+

- États-Unis : 5,68 millions de téléspectateurs[32] (première diffusion)

- Stephen Tobolowsky (Principal Ball)
- Jennifer Irwin (Virginia Kremp)
- Sam Lerner (Geoff Schwartz)
- Noah Munck (Naked Rob)
- Matt Bush (Andy Cogan)
- Thomas Kasp (Bradley Cooper)
- Ali Ghandour (Dumb Doug)
- Harrison Boxley (Psycho Mikowitz)

### Épisode 21:Guerre épées
- États-Unis : 22 avril 2015 sur ABC
- Canada : 23 avril 2015 sur CTV
- France : 26 décembre 2015 sur Comédie+

- États-Unis : 7,16 millions de téléspectateurs[33] (première diffusion)

- Bryan Callen (Mr. Mellor)
- Ana Gasteyer (Miss Cinoman)
- Jennifer Irwin (Virginia Kremp)
- Suzy Nakamura (Mrs. Kim)
- Stephen Tobolowsky (Principal Ball)
- Dan Bakkedahl (Mr. Woodburn)
- Kenny Ridwan (Dave Kim)
- Natalie Alyn Lind (Dana Caldwell)
- Sam Lerner (Geoff Schwartz)
- Matt Bush (Andy Cogan)
- Sam Kindseth (Dave Sirota)
- Alex Long (Opponent #1)
- Kiva Jump (Gail)

### Épisode 22:Dance Party USA
- États-Unis : 29 avril 2015 sur ABC
- Canada : 30 avril 2015 sur CTV
- France : 26 décembre 2015 sur Comédie+

- États-Unis : 6,77 millions de téléspectateurs[34] (première diffusion)

- Bryan Callen (Coach Mellor)
- Stephen Tobolowsky (Principal Ball)
- AJ Michalka (Lainey Lewis)
- Kenny Ridwan (Dave Kim)
- Nathan Gamble (Garry Ball)
- Nate Hartley (Dan)
- J. Doc Farrow (Security Guard)
- Carlos Arellano (Pit Boss)
- Dean Cudworth (Dealer)
- Lynette Dupress (Lunch Lady)

### Épisode 23:Bill Murray
- États-Unis : 6 mai 2015 sur ABC
- Canada : 7 mai 2015 sur CTV
- France : 26 décembre 2015 sur Comédie+

- États-Unis : 6,81 millions de téléspectateurs[35] (première diffusion)

- David Koechner (Bill Lewis)
- Stephen Tobolowsky (Principal Ball)
- AJ Michalka (Lainey Lewis)
- Tim Meadows (Mr. Glascott)
- Cedric Yarbrough (Vic)
- Kenny Ridwan (Dave Kim)
- Jim Titus (Bartender)

### Épisode 24:La Bombe A
- États-Unis : 13 mai 2015 sur ABC[36]
- Canada : 14 mai 2015 sur CTV
- France : 26 décembre 2015 sur Comédie+[37]

- États-Unis : 6,7 millions de téléspectateurs[38] (première diffusion)

- Bryan Callen (Coach Mellor)
- AJ Michalka (Lainey Lewis)
- Natalie Alyn Lind (Dana Caldwell)
- JC Spink (Joe the Bus Driver)
- Nate Hartley (Dan)
- Mike Gray (Frank #1)
- Bret Green (Frank #2)
- Mark Bloom (Proud Father)

## Audiences aux États-Unis
| N° d'épisode | Titre original                      | Titre français                     | Chaîne | Date de diffusion originale | Audience (en millions de téléspectateurs) | Pdm sur les 18-49 ans |
| ------------ | ----------------------------------- | ---------------------------------- | ------ | --------------------------- | ----------------------------------------- | --------------------- |
| 1            | Love Is a Mixtape                   | L'amour est une compil'            | ABC    | 24 septembre 2014           | 7.31                                      | 2.4                   |
| 2            | Mama Drama                          | La comedie musicale                | ABC    | 1er octobre 2014            | 7.09                                      | 2.3                   |
| 3            | The Facts of Bleeping Life          | Sacrée famille                     | ABC    | 8 octobre 2014              | 7.32                                      | 2.3                   |
| 4            | Shall We Play a Game?               | Jouons-nous ensemble ?             | ABC    | 22 octobre 2014             | 7.05                                      | 2.3                   |
| 5            | Family Takes Care of Beverly        | La famille prend soin de Beverly   | ABC    | 29 octobre 2014             | 6.91                                      | 2.2                   |
| 6            | Big Baby Ball                       | La guerre des jeux                 | ABC    | 12 novembre 2014            | 7.54                                      | 2.1                   |
| 7            | A Goldberg Thanksgiving             | Un thanksgiving signé Goldberg     | ABC    | 19 novembre 2014            | 7.70                                      | 2.4                   |
| 8            | I Rode a Hoverboard                 | Le plâtre de la discorde           | ABC    | 3 décembre 2014             | 6.59                                      | 1.7                   |
| 9            | The Most Handsome Boy on the Planet | Le plus beau jeune homme du monde  | ABC    | 10 décembre 2014            | 7.41                                      | 2.2                   |
| 10           | DannyDonnieJoeyJonJordan            | Danny donnie joe jon jordan        | ABC    | 7 janvier 2015              | 7.79                                      | 2.5                   |
| 11           | The Darryl Dawkins Dance            | Le bal darryl dawkins              | ABC    | 14 janvier 2015             | 7.22                                      | 2.3                   |
| 12           | Cowboy Country                      | Le pays des cowboys                | ABC    | 11 février 2015             | 6.87                                      | 2.2                   |
| 13           | Van People                          | Le van de la liberté               | ABC    | 18 février 2015             | 6.84                                      | 2.2                   |
| 14           | Barry Goldberg's Day Off            | La folle journée de Barry Goldberg | ABC    | 25 février 2015             | 7.64                                      | 2.5                   |
| 15           | Happy Mom, Happy Life               | Maman heureuse, vie heureuse       | ABC    | 4 mars 2015                 | 7.86                                      | 2.5                   |
| 16           | The Lost Boy                        | L'épreuve de l'urinoir             | ABC    | 25 mars 2015                | 6.76                                      | 2.1                   |
| 17           | The Adam Bomb                       | La guerre froide                   | ABC    | 1er avril 2015              | 7.21                                      | 2.0                   |
| 18           | I Drank the Mold!                   | J'ai bu la moisissure !            | ABC    | 8 avril 2015                | 6.54                                      | 2.0                   |
| 19           | La Biblioteca Es Libros             | Cours de rattrapage                | ABC    | 15 avril 2015               | 6.87                                      | 2.2                   |
| 20           | Just Say No                         | Il suffit de dire non              | ABC    | 15 avril 2015               | 5.68                                      | 1.9                   |
| 21           | As You Wish                         | Guerre épées                       | ABC    | 22 avril 2015               | 7.16                                      | 2.1                   |
| 22           | Dance Party USA                     | Dance party USA                    | ABC    | 29 avril 2015               | 6.77                                      | 2.1                   |
| 23           | Bill/Murray                         | Bill Murray                        | ABC    | 6 mai 2015                  | 6.81                                      | 2.0                   |
| 24           | Goldbergs Feel Hard                 | La bombe A                         | ABC    | 13 mai 2015                 | 6.70                                      | 2.0                   |